# Silence in the Snow
Silence in the Snow - сьомий студійний альбом американського хеві-метал гурту Trivium. Він вийшов 2 жовтня 2015 року на лейблі Roadrunner Records. Це перший і єдиний альбом, в якому взяв участь третій барабанщик Мет Мадіро, який приєднався до гурту в травні 2014 року і до його відходу з гурту в грудні 2015 року. Це єдиний альбом гурту на сьогоднішній день, який не містить екстрим-вокалу. Продюсером альбому став Майкл «Елвіс» Баскетт, з яким гурт познайомився під час запису альбому In Waves у 2011 році.
Прем'єра пісень «Silence in the Snow» і «Blind Leading the Blind» відбулася на хедлайнерському виступі гурту на фестивалі Bloodstock Open Air. Пізніше «Blind Leading the Blind» вийшла як сингл на YouTube 13 серпня 2015 року. 21 серпня 2015 року на YouTube вийшов кліп на пісню «Blind Leading the Blind».
Прем'єра третього синглу «Until the World Goes Cold» відбулася 26 серпня 2015 року на лейблі Octane. Прем'єра кліпу відбулася на YouTube наступного дня. У лютому 2016 року сингл посів 10 місце в чарті Top 10 Active Rock, ставши першим в історії синглом Trivium, який потрапив у Топ-10.
25 вересня 2015 року, за тиждень до світового релізу, весь альбом (включаючи два бонус-треки) був офіційно трансльований на Octane. Гіфі, Больє і Ґреґолетто також брали участь у радіопрограмі, розкриваючи зміст пісень і коментуючи процес їх написання.
Четвертий сингл «Dead and Gone» вийшов разом з музичним відео 10 березня 2016 року.

## Композиція

### Впливи, стиль і теми
Гітарист Корі Больє називає Rainbow, Black Sabbath і Dio як основні фактори впливу на альбом, а також досвід гастролей з Heaven & Hell у 2007 році. За його словами, однойменна пісня була написана під час сесій Shogun, але в підсумку була вирізана з остаточного релізу, оскільки група вважала, що вона не відповідає «звучанню Shogun».
Під час запису альбому вокаліст Метт Гіфі працював з вокальним тренером Роном Андерсоном, щоб поліпшити свій голос, який він зірвав у 2014 році. Результатом його тренувань став мелодійніший, чистий стиль співу, завдяки чому Silence in the Snow став першим альбомом Trivium, на якому не було жодного екстрим-вокалу.
Silence in the Snow знаменує повернення 7-струнних гітар, які раніше використовувалися в The Crusade і Shogun.
AllMusic стверджує, що з «Silence in the Snow» Trivium завершили свій рух у бік аренного року, що вони використовували «елементи металу» для створення популярнішого звучання

## Комерційні показники
Альбом дебютував на 3 місці в чарті Billboard Top Rock Albums, продавши 17 000 копій за перший тиждень.

## Список пісень
Автор музики і слів Trivium, за винятком «Snøfall». 
| Оригінальна версія | Оригінальна версія              | Оригінальна версія |
| #                  | Назва                           | Тривалість         |
| ------------------ | ------------------------------- | ------------------ |
| 1.                 | «Snøfall» (Інструментальна)     | 1:28               |
| 2.                 | «Silence in the Snow»           | 3:40               |
| 3.                 | «Blind Leading the Blind»       | 4:25               |
| 4.                 | «Dead and Gone»                 | 3:46               |
| 5.                 | «The Ghost That's Haunting You» | 4:09               |
| 6.                 | «Pull Me from the Void»         | 3:53               |
| 7.                 | «Until the World Goes Cold»     | 5:21               |
| 8.                 | «Rise Above the Tides»          | 3:54               |
| 9.                 | «The Thing That's Killing Me»   | 3:30               |
| 10.                | «Beneath the Sun»               | 3:56               |
| 11.                | «Breathe in the Flames»         | 5:11               |
| 43:13              |                                 |                    |

| Розширена версія | Розширена версія          | Розширена версія |
| #                | Назва                     | Тривалість       |
| ---------------- | ------------------------- | ---------------- |
| 12.              | «Cease All Your Fire»     | 5:00             |
| 13.              | «The Darkness of My Mind» | 4:44             |
| 52:57            |                           |                  |

## Склад
Trivium
- Метт Гіфі – головний вокал, гітари
- Корі Больє – гітари, бек-вокал
- Паоло Ґреґолетто – бас, бек-вокал
- Метт Мадіро – ударні

Продюсування та додаткові музиканти
- Майкл Баскіт – продюсер
- Джош Вілбур – міксування
- Ihsahn – композитор пісні "Snøfall"
- Бред Блеквуд – мастеринг

## Чарти
| Ча (2015)                                            | Найвища позиція |
| ---------------------------------------------------- | --------------- |
| Австралія Australian Albums (ARIA)                   | 7               |
| Австрія Austrian Albums (Ö3 Austria)                 | 11              |
| Бельгія Belgian Albums (Ultratop Flanders)           | 58              |
| Бельгія Belgian Albums (Ultratop Wallonia)           | 63              |
| Канада Canadian Albums (Billboard)                   | 8               |
| Нідерланди Dutch Albums (MegaCharts)                 | 80              |
| Фінляндія Finnish Albums (Suomen virallinen lista)   | 16              |
| Франція French Albums (SNEP)                         | 81              |
| Німеччина German Albums (Offizielle Top 100)         | 13              |
| Ірландія Irish Albums (IRMA)                         | 33              |
| Нова Зеландія New Zealand Albums (Recorded Music NZ) | 21              |
| Шотландія Scottish Albums (OCC)                      | 16              |
| Іспанія Spanish Albums (PROMUSICAE)                  | 92              |
| Швейцарія Swiss Albums (Schweizer Hitparade)         | 19              |
| Велика Британія UK Albums (OCC)                      | 19              |
| Велика Британія UK Rock & Metal Albums (OCC)         | 3               |
| США Billboard 200                                    | 19              |
| США Top Hard Rock Albums (Billboard)                 | 3               |
| США Top Rock Albums (Billboard)                      | 3               |